# Liberale Volkspartei (Saarland)
Die Liberale Volkspartei war eine deutsch-liberale Partei des Saargebiets, die von 1921 bis 1922 existierte. Sie ging anschließend in der Deutsch-Saarländischen Volkspartei auf.

## Geschichte
Die Liberale Volkspartei gründete sich nach der Entstehung des Saargebiets als Mandatsgebiet des Völkerbundes aus der Deutschen Volkspartei. Sie erklärte, zu Beginn ihrer Gründung auf Basis des Versailler Vertrags entstanden zu sein, und erklärte, ihre Tätigkeit auf das Saargebiet zu beschränken.
Als die Regierungskommission des Saargebietes ihre Arbeit aufgenommen hatte, formierte sich die Liberale Volkspartei aus Vertretern der Industrie und Wirtschaft. Zu den ersten Mitgliedern gehörten der Vorsitzende Wilhelm Schmelzer, Hermann Röchling (Kommerzienrat), Luitwin von Boch (Vorsitzender der Handelskammer) sowie Max von Vopelius (stellvertretender Vorsitzender des Wirtschaftlichen Vereins).
Im Wahlkampf 1922 bezog die Liberale Volkspartei im Wesentlichen folgende Positionen:
1. „Kampf um die Rechte und die Wohlfahrt der Saarbevölkerung durch die Genfer Delegationen“
2. „Kampf der deutschen Bevölkerung gegen die französische Annexionspolitik“
3. „Sorge für die wirtschaftliche Zukunft des Saargebiets im Kampf gegen die verfehlte Politik der Regierungskommission“

Sie erhielt bei der Wahl zum Landesrat 12,8 Prozent der Stimmen und konnte so mit vier Mandaten in den 1. Landesrat des Saargebiets einziehen. Die vier Mandatsträger waren Friedrich Fuchs, Hermann Röchling, Wilhelm Schmelzer und Max von Vopelius.
1924 schloss sich die Liberale Volkspartei mit der Demokratischen Partei zur Deutsch-Saarländischen Volkspartei zusammen.